# Йоганнес Попіц
Едуард Йоганнес Попіц (нім. Eduard Johannes Popitz; 2 грудня 1884, Лейпциг — 2 лютого 1945, Берлін) — німецький економіст і державний діяч, учасник змови проти Адольфа Гітлера, автор закону Попіца.

## Біографія
Народився в сім'ї аптекаря. Дружина (з 1918 року) — Корнелія, уроджена Слот, в сім'ї народилося троє дітей. Вивчав політичні науки і право в університетах Лозанни, Лейпцига, Берліна і Галле, отримав ступінь доктора державно-правових наук.
У 1906 році вступив на державну службу, з 1907 року — урядовий референт в Кельні, в 1914-1919 роках служив в прусському міністерстві внутрішніх справ. У березні 1919 року став членом Таємної ради і призначений керівником Імперського міністерства фінансів. З 1921 року — міністеріальдіректор Імперського міністерства фінансів. З 1925 року — статс-секретар Імперського міністерства фінансів. Одночасно з державною службою займався викладацькою діяльністю в Берлінському університеті і Державної академії, з 1922 року - почесний професор податкового права і фінансових наук.
У 1932 увійшов до уряду генерала Курта фон Шляйхера як міністр без портфеля та імперський комісар в прусському міністерстві фінансів.
Консервативний адміністратор, критично ставився до порядків Веймарської республіки, Попіц підтримав прихід націонал-соціалістів до влади в 1933 році і в зв'язку з цим в квітня 1933 року був призначений прусським міністром фінансів. Вступив в НСДАП і був нагороджений золотою партійним значком. Надавав підтримку консервативного юристу і геополітику Карлу Шмітту.
Поступово відносини Попіца з нацистським режимом істотно погіршилися. Різко негативно поставився до Кришталевої ночі, протестував проти масових переслідувань євреїв, подав у відставку, яка не була прийнята.
Прихильник відновлення монархії Гогенцоллернів, він розглядав як кандидата на престол кронпринца Вільгельма і приєднався до змови проти Гітлера, приєднуючись до його правого крила. Тісно співпрацював з колишнім бургомістром Лейпцига Карлом Герделером, брав участь в діяльності дискусійного товариства «Середовище», до складу якого входили представники консервативної опозиції Гітлеру. Підготував проект тимчасової конституції, яка повинна була вступити в дію після повалення Гітлера, в якій знайшли відображення авторитарні тенденції. Учасники змови розглядали Попіца в якості одного з можливих кандидатів на пост міністра фінансів в постнацистському уряді Німеччини.
У 1943 році зустрівся з рейхсфюрером СС Генріхом Гіммлером, пропонуючи йому підтримати змовників і укласти сепаратний мир на Заході. Посередником в контактах між Гіммлером і Попіцом виступав адвокат Карл Лангбен. Гіммлер не дав позитивної відповіді, але і не заарештував Попіца, а лише наказав встановити за ним спостереження. На той час нацистське керівництво вже не довіряло Попіцу, хоча він і залишався міністром фінансів Пруссії. У 1943 році Йозеф Геббельс записав у своєму щоденнику: «Гітлер зовсім впевнений, що Попіц — наш ворог. Він уже стежить за ним, щоб мати, якщо знадобиться, компрометуючі матеріали; як тільки Попіц себе видасть, пастка закриється.»
На наступний день після невдачі замаху на Гітлера 20 липня 1944 і провалу виступу військових, Попіц був заарештований. 3 жовтня 1944 року Народна судова палата засудила його до смертної кари. Однак Попіц, як Герделер, не був відразу страчений. Утримувався в ув'язненні, готував аналітичні документи з економічних питань. 2 лютого 1945 року був повішений у в'язниці Плетцензее.

## Внесок в науку
Негативно ставився до федералізму, в тому числі в податковій сфері (називав федеративну форму уряду «белетристикою»). Сформулював економічний «закон Попіца», який свідчить, що з плином часу повинна мати місце тенденція централізації збору доходу (в політології йому відповідає так званий «закон Брюса» — «федералізм — це просто перехідний етап на шляху до урядового єдності»).

## Нагороди
- Залізний хрест 2-го класу для некомбатантів
- Золотий партійний знак НСДАП